# Кровавый монтаж
«Кровавый монтаж» (англ. Smash Cut) — канадский малобюджетный комедийный фильм ужасов, снятый Ли Димэрбре и выпущенный на экраны в 2009 году. Премьера фильма состоялась 18 марта 2009 года на кинофестивале «Фантазия». В главных ролях сыграли порноактриса Саша Грей и американские актёры Дэвид Хесс и Майкл Берриман, известные своей работой в фильмах ужасов 1970-х/1980-х годов, также небольшую роль и предупреждение в начале фильма читает режиссёр сплэттер-фильмов Хершел Гордон Льюис.

## Сюжет
После провала своего творения, режиссёр дешёвых фильмов-ужасов Эйбл Уитмен (Дэвид Хесс), ища вдохновения, напивается в стрип-клубе, где работает его подружка-стриптизёрша Джиджи Карсон (Дженнили Мюррей). Они вместе уезжают из клуба и врезаются в дерево, в результате чего девушка погибает. Во время работы над очередным фильмом, Эйбл понимает, что зритель не верит бутафорской крови и прочим используемым им техникам. Он решается снять в фильме настоящий труп Джиджи. Остальным коллегам нравится реалистичность нового реквизита, и помутившийся разумом режиссёр в попытках снять свой «идеальный фильм» начинает набирать реквизит, убивая женщину-критика, написавшую разгромную рецензию на его предыдущую картину, продюсера, ассистентов, сценариста и оператора. В то же время, репортёр новостей Эйприл Карсон (Саша Грей), разочаровавшись в бездействии полиции при поисках её пропавшей сестры, нанимает успешного частного детектива Айзека Бомонда (Джесси Бак). Бомонд быстро выходит на след Уитмена, но из-за недостатка улик просит Эйприл притвориться актрисой и сняться в фильме Эйбла.

## В ролях
| Актёр               | Роль                       |
| ------------------- | -------------------------- |
| Дэвид Хесс          | Эйбл Уитмен                |
| Саша Грей           | Эйприл Карсон              |
| Майкл Берриман      | Филип Фармсворт-младший    |
| Хершел Гордон Льюис | Фред Сэнди                 |
| Джесси Бак          | Айзек Бомонд               |
| Дженнили Мюррей     | Джиорджина «Джиджи» Карсон |
| Рэй Сейджер         | священник Эзекиль Бун      |
| Барри Блейк         | Арманд Пэрис               |
| Париса Касай        | стажёр                     |
| Питер Майкл Диллон  | Освальд «Оззи» Колберг     |
| Джефф Лоусон        | Р. Л. Смит                 |
| Меганн Кесселс      | Митци Джекел               |
| Мерседес Папалия    | доктор/стриптизёрша        |
| Синтия Бёрк         | Старла                     |
| Ксаба Андрес Кертез | глава ресторана            |
| Ник Тейлор          | глава фильма               |
| Джейд Карпентер     | молодая актриса            |
| Гюн Дуглас          | Гретчен Грегорски          |
| Мэттью Стефьюк      | Гробер                     |
| Рилан О'Рилли       | Аллан                      |
| Кэти Симонс         | Марлин                     |
| Роберт Рейнольдс    | Рамми                      |
| Расти Нейлс         | Колберг-Освальд            |

## Производство
Съёмки фильма проходили между 9 мая и 4 июня 2008 года в Оттаве. Среди локаций, использованных для фильма, были Mayfair Theatre и Рокленд, Онтарио.
Главные роли сыграли тогда ещё работавшая порноактрисой Саша Грей, Дэвид Хесс (Последний дом слева, 1972), Майкл Берриман (У холмов есть глаза, 1977) и Рэй Сейджер (Кудесник крови, 1970). Хершел Гордон Льюис, названный изобретателем жанра сплэттеров, в начале фильма читает предупреждение для зрителей, а также играет камео главы новостей.
Спонсоры фильма были обеспокоены тем, что производство «Кровавого монтажа» может быть затруднено из-за предложенной правительством Канады поправки, ограничивающей налоговые льготы для фильмов, чьё содержание правительство сочтёт спорным. Эти проблемы были частично вызваны участием в фильме Саши Грей, на что режиссёр Ли Димэрбре заявил: «Я не хочу снимать порнофильм. Я хочу снять фильм с Сашей Грей. Я хочу вытащить её из жанра порнографии».

## Премьера
Премьера фильма состоялась 18 июля 2009 года на кинофестивале Fantasia, в Монреале Другой показ был запланирован на London FrightFest Film Festival, проходивший 29 августа 2009 года в столице Англии.. Канадская премьера в Торонто состоялась 15 октября 2009 года, а 20 ноября в Оттаве.